# Mirosław Krzyżański
Mirosław Krzyżański właśc. Godzimir Mirosław Krzyżański (ur. 31 października 1907 w Siergieniewie w guberni tulskiej, zm. 1 grudnia 1965 w Krakowie) – polski matematyk.

## Życiorys
Urodził się w rodzinie Józefa i Wandy z Osipowiczów. W latach 1921–1927 uczęszczał do Gimnazjum im. Lelewela w Wilnie. Następnie rozpoczął studia matematyczne na Uniwersytecie Stefana Batorego w Wilnie kończąc je w 1931. W latach 1932–1936 uczył matematyki w gimnazjum męskim w Drohiczynie. W 1934 doktoryzował się na podstawie rozprawy O uogólnionych funkcjach bezwzględnie ciągłych dwóch zmiennych zawierającej uogólnienie teorii Łuzina dotyczącej całki Denjoya. Stypendysta Funduszu Kultury Narodowej. W roku akademickim 1936/37 został asystentem wolontariuszem w III Katedrze Matematyki pod kierownictwem Antoniego Zygmunda. W latach 1936–1941 uczył matematyki w Siemiatyczach i w Wilnie. W czasie II wojny światowej schronił się na terenie powiatu wołożyńskiego do pracy dydaktycznej powrócił w 1943 w szkole handlowej w Wołożynie.
W 1945 wyjechał do Krakowa i rozpoczął pracę jako adiunkt na Wydziale Politechnicznym Akademii Górniczo-Hutniczej. Uzyskał habilitację w 1948, a w lipcu 1949 został profesorem nadzwyczajnym nowo utworzonej Politechniki Krakowskiej. Od 1951 prowadził wykłady zlecone na UJ oraz wykłady i seminaria w Instytucie Matematycznym PAN. W 1954 mianowany profesorem zwyczajnym katedry matematyki Wydziału Budownictwa Lądowego Politechniki Krakowskiej. W 1955 przeniesiony decyzją ministerstwa na stanowisko profesora nadzwyczajnego przy katedrze funkcji analitycznych UJ. Nominację na profesora zwyczajnego UJ odebrał w 1960, od 1963 był kierownikiem katedry funkcji analitycznych do śmierci. Zajmował się rachunkiem prawdopodobieństwa, równaniami różniczkowymi cząstkowymi drugiego rzędu oraz funkcjami rzeczywistymi.
Wypromował 6 doktorów, m.in. Bogdana Choczewskiego.
15 stycznia 1955 został odznaczony Medalem 10-lecia Polski Ludowej.
Od 1937 był mężem Anny z Iżyckich, z którą miał synów: Andrzeja (ur. 1938), architekta, Tadeusza (ur. 1940), pracownika telewizji krakowskiej, oraz córki: Jadwigę i Barbarę. 
Zmarł w Krakowie, pochowany na cmentarzu Rakowickim (kwatera XIIIA-8-3).